# Organisation du peuple azanien
L'Organisation du peuple azanien (AZAPO), en anglais Azanian People's Organisation, nommée d'après l'Azanie (l'ancienne appellation d'une partie de la côte de l'Afrique orientale), est un groupe politique sud-africain, fondé en lutte contre l'apartheid, en 1978. À la suite des élections de 2019, elle n'a plus de siège à l'Assemblée nationale. Depuis 2017, l'AZAPO est dirigée par Strike Thokoane.

## Création sous l'apartheid
L'Organisation du peuple azanien s'inspire du Black Consciousness Movement (Mouvement de conscience noire) créé par Steve Biko, Onkgopotse Tiro et Vuyelwa Mashalaba. Il est issu de la fusion, en 1978, de trois organisations, la Black People's Convention (BPC, Convention du Peuple Noir), la South African Students' Organisation (SASO, Organisation des Étudiants Sud-Africains) — toutes deux ayant été initiées par Steve Biko — et des Black Community Programmes (BCP, Programmes pour les Communautés Noires). À l'instar d'autres mouvements, toutes trois avaient été bannies le 19 octobre 1977 pour avoir participé à la lutte armée et aux émeutes de Soweto du 16 juin 1976.
Durant l'apartheid, l'AZAPO militait en faveur du boycott international de l'Afrique du Sud, en menant un « boycott culturel » à l'intérieur du pays. Elle disposait d'un bras armé, l'AZANLA (Armée de libération nationale azanienne). Plus radicale que l'ANC, l'AZAPO était une rivale importante de l'ANC (Congrès national africain) pendant les années 1980, les deux organisations s'opposant violemment. 
La féministe musulmane Shamima Shaikh (1960-1998) fut membre de l'AZAPO de 1984 à 1986.

## Après l'apartheid
Après l'abolition des dernières lois d'apartheid en juin 1991 suivie des premières élections nationales non raciales de l'histoire du pays en avril 1994 amenant à l'arrivée au pouvoir de Nelson Mandela et de l'ANC, l'AZAPO a fusionné, en octobre 1994, avec son équivalent en exil, le Black Consciousness Movement of Azania (BCMA, Mouvement de Conscience Noire d'Azania).
Les funérailles de Tsietsi Mashinini, l'un des principaux leaders des émeutes de Soweto (1976), avec Steve Biko, en 1990, firent l'objet de rivalités entre l'ANC et l'AZAPO, chacun tentant de s'approprier cette figure historique de la lutte anti-apartheid.
Une fraction des militants a fait scission le 21 mars 1998, formant le Socialist Party of Azania (SOPA, Parti Socialiste d'Azania).
En 2004, l'AZAPO ne réussit à faire élire que deux députés à l'Assemblée nationale d'Afrique du Sud.
Le programme de 2006 de l'AZAPO se prononçait en faveur de l'extension de la Campagne Rand, pour étendre l'influence économique des Noirs, de la Campagne démocratique, pour mettre fin aux pratiques (légales) de floor crossing, qui permettent aux députés de changer de parti politique tout en conservant leurs sièges, et enfin à la Campagne en faveur de l'américain Mumia Abu-Jamal, « prisonnier politique » et condamné à mort aux États-Unis.
Lors des élections générales sud-africaines de 2009, l'AZAPO obtint 0,22 % des voix et 1 député à l'Assemblée nationale. En 2019, il n'y a pas de député AZAPO à l'Assemblée nationale.